# Cantó de Bourges-4
El cantó de Bourges-4 és un cantó francès del departament del Cher, situat al districte de Bourges. Compta amb part del municipi de Bourges.

## Municipis
- Bourges

## Història
| Data d'elecció                           | Identitat            | Partit          | Qualitat |
| ---------------------------------------- | -------------------- | --------------- | -------- |
| 1973-1979                                | Yves Villard         | RI, després UDF |          |
| 1979-1998                                | Jean-François Deniau | UDF             |          |
| 1998-                                    | Irène Félix          | PS              |          |
| les dades anteriors no són pas conegudes |                      |                 |          |
|                                          |                      |                 |          |